# Chameera Kumarapperuma
Brinsly Chameera Kumarapperuma (* 4. September 1977, auch Chamira transkribiert) ist ein sri-lankischer Badmintonspieler. 

## Karriere
Chameera Kumarapperuma wurde 2003 erstmals nationaler Meister in Sri Lanka. Ein weiterer Titelgewinn folgte 2006. 2004 startete er bei den Südasienspielen, 2006 bei den Commonwealth Games. Bei den Sri Lanka International 2003 belegte er Rang zwei im Doppel und Rang drei im Mixed.